# استفانی اوتینیانو
استفانی اوتینیانو (انگلیسی: Steffani Otiniano؛ زادهٔ ۷ اوت ۱۹۹۲) بازیکن فوتبال اهل پرو است.
وی همچنین در تیم ملی فوتبال زنان پرو بازی کرده‌است.